# Aleana Young
Pour les articles homonymes, voir Young.
Aleana Young  est une femme politique provinciale canadienne de la Saskatchewan. Elle représente la circonscription de Regina University et de Regina South Albert à titre de députée du Nouveau Parti démocratique de la Saskatchewan depuis 2020.
Avant son élection, Young siège au conseil scolaire des écoles publiques de Regina et opère une fromagerie. Enceinte durant la campagne électorale, elle donne naissance à sa fille le jour précédent l'élection.